# Parenti serpenti
Parenti serpenti és una pel·lícula italiana del 1992 dirigida per Mario Monicelli.

## Argument
Les festes de Nadal estan a punt de celebrar-se. A Sulmona quatre nens, juntament amb les seves respectives famílies, es reuneixen com cada any a casa dels seus pares ancians: Saverio, sergent adjunt dels carrabiners en excedència, que ara pateix una forma lleu de demència senil, i Trieste, encara enèrgic i animat. La família està formada pels nuclis següents: Lina, neuròtica perenne que treballa a la biblioteca municipal de Teramo, el seu marit Michele, aparellador del mateix municipi, apassionat caçador, aficionat del Pescara i afiliat a la Democràcia Cristiana i el seu fill Mauro; Milena, una mestressa de casa apassionada pels concursos televisius, deprimida per la seva esterilitat, i el seu marit Filippo, mariscal major de l'Aeronàutica a Roma; Alessandro, empleat de Correus de Mòdena, d'idees naturalistes i comunistes (tot i que va trobar feina gràcies al seu cunyat demòcrata-cristià), amb la seva dona Gina, esnob i mal tolerada per les seves cunyades, raonablement convençuda que està enganyant el seu germà amb diversos homes (dels quals obté regals molt cars) i la seva filla Mònica, una noia amb sobrepès i poc brillant, la màxima ambició de la qual és arribar a ser una ballarina a Fantastico ; Alfredo, professor d'italià en un institut privat de noies de Como, solter i sense fills.

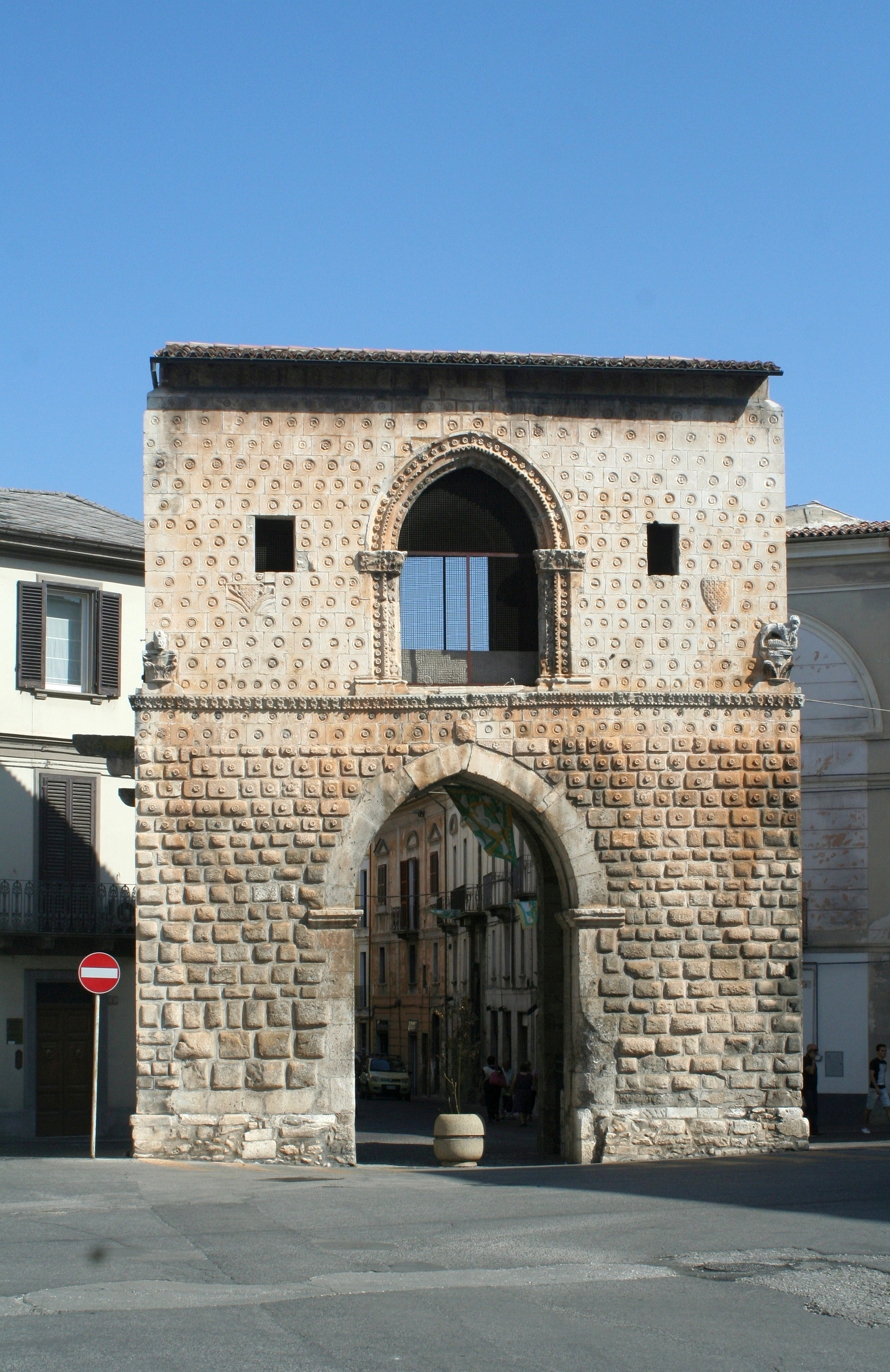
Sulmona, Porta Napoli, mostrada a l'inici de la pel·lícula

Sembla que tot flueix sense problemes d'acord amb la rutina festiva ordinària, que consisteix en sopar de peix la Vigília de Nadal, processó, bingo, missa de mitjanit i intercanvi de regals, fins que, durant el dinar de Nadal, Trieste decideix fer un anunci que cau sobre la taula com un raig d’aigua freda: a causa de l'avançament d'edat, els dos cònjuges grans ja no tenen ganes de seguir vivint sols però, rebutjant clarament la idea d'anar a viure a un hospici (després d'haver-ne visitat un), decideixen que els seus fills hauran d'escollir qui, d'entre els quatre, cobrant a canvi una part de la seva pensió i l'habitatge dels dos en herència, assumirà la càrrega. d'acollir-los a casa seva. Atemorits per la idea de renunciar al seu espai i a la seva vida quotidiana, fills i cònjuges comencen a reunir-se sense que els seus pares ho sàpiguen, intentant alliberar-se mútuament de la responsabilitat. Els violents altercats resultants desemmascaren tota la hipocresia, els secrets, el rancor, les gelosies i la crua materialitat del parent, que si d'una banda no vol saber com cuidar els dos grans, de l'altra argumenta molt ferotgement pel modest apartament i pel que conté. Fins i tot surten a la llum "els esquelets de l'armari", inclosa l'homosexualitat d'Alfredo, fins aleshores amagada a tota la família, que revela al seu germà, germanes i sogres que ha estat vivint amb el seu company Mario, vigilant de professió, així com una relació extramatrimonial passada entre Michele i Gina. La història acaba amb la esgarrifosa decisió unànime de matar els dos ancians, simulant un accident domèstic la nit de l'Any Nou, amb un gas defectuós que se'ls va regalar.
Tota la història està explicada des de la perspectiva de Mauro, fill de Lina i Michele, que al llarg de la història va ser gairebé sempre ignorat pels seus pares superficials i poc afectuosos; de tornada a l'escola, de fet, llegeix a classe la redacció sobre les vacances de Nadal i explica la successió dels fets d'aquells dies i, per tant, de com van morir els seus avis, desemmascarant involuntàriament els culpables, és a dir, els seus pares i els seus oncles.

## Repartiment
- Marina Confalone: Lina
- Alessandro Haber: Alfredo
- Eugenio Masciari: Alessandro
- Monica Scattini: Milena
- Paolo Panelli: Saverio
- Pia Velsi: Trieste
- Tommaso Bianco: Michele
- Cinzia Leone: Gina
- Renato Cecchetto: Filippo
- Eleonora Alberti: Monica
- Riccardo Scontrini: Mauro
- Elisabetta Centore: Cesira
- Alfredo Cohen: Osvaldo dit La fendessa
- Roberto Corbiletto: el sacerdot
- Nicoletta Orsomando: ella mateixa
- Carlo Picone: ell mateix
- Rudy De Cesaris: ell mateix
- Ramona Badescu: un convidat al sopar de Cap d'Any
- Francesco Anniballi: treballador de camins

## Producció
La pel·lícula es va rodar gairebé íntegrament a la localitat de Sulmona, a la província de l'Aquila (Abruzzo), la ciutat preferida pel director respecte al proper Lanciano, proposat pel guionista Carmine Amoroso, per una experiència viscuda allà; tanmateix, el guió conté moltes referències a la ciutat de Lanciano, com la Squilla, festivitat típica de la vila frentana, que té lloc el 23 de desembre (mentre que a la pel·lícula la processó s'ajorna al vespre de la Nit de Nadal).), o els bocconotti, dolç típic del proper Castel Frentano. Els cognoms d'alguns dels habitants que figuren a l'escena de la missa de mitjanit (Colacioppo, Mazzoccone, etc.) també tenen orígens lancians.
Al principi la idea al guió dels mitjans per matar els dos ancians va ser la del vi metanol, un frau que uns anys abans, cap a mitjans dels anys vuitanta, havia sacsejat fortament l'opinió pública italiana.
El paper d'Haber havia estat escrit per a Giorgio Gaber, que ja havia col·laborat amb Monicelli a Rossini! Rossini!, però es va negar perquè no li interessava. Paola Pelino, emprenedora i posteriorment diputada de Forza Italia i a continuació de PdL, té un petit paper a la pel·lícula (l'esposa de l'advocat Colacioppo).
Tres mesos abans de l'estrena de la pel·lícula, el 26 de desembre de 1991, Cinzia Leone, que interpreta el paper de Gina a la pel·lícula, va emmalaltir i va ser hospitalitzada en condicions molt greus. Diagnosticada amb un aneurisma congènit a l'artèria basilar, va ser sotmesa a una delicada cirurgia a Phoenix, després de la qual el costat esquerre del seu cos es quedarà inicialment paralitzat, però després va aconseguir recuperar-se completament.
En canvi Francesco Anniballi, qui interpreta el petit paper d'un carreter present a l'escena inicial de la pel·lícula, era un actor de caràcter que havia participat en diverses pel·lícules, sempre amb petits papers; dos mesos abans de l'estrena de la pel·lícula, el 28 de gener de 1992, va ser assassinat a Roma per una persona desconeguda amb un tret a l'esquena i el crim ha quedat sense resoldre.

## Distribució
La pel·lícula, l'estrena de la qual estava programada inicialment per al Nadal de 1991, es va distribuir als cinemes italians el 26 de març de 1992.
La pel·lícula es va estrenar a la televisió el gener de 1997 a Rete 4.

## Recepció
| «                                                 | Al centre de Parenti serpenti (1992) hi ha una taula de sopar, (...) una família petit-burgesa: tot preparat per a les expansions sentimentals més rialleres, com les llàgrimes, les protestes més teatrals i també agressivitat convulsa i alhora malenconiosa. Una família nombrosa, molt solidària en l'egoisme, en els gustos victimistes, molt infeliç i malalta, bombardejada per la decrepitud de les revistes i la televisió, però no per aquest motiu ser absolts. Al contrari, i aquí apareix l'instint agut de Monicelli, una gran família que no s'ha d'absoldre en absolut, que ha d'esclatar literalment. (...) I la pel·lícula s'explica des de baix: és un nen amb prou feines en la pubertat que mira els adults, (...) però en la falsa objectivitat del qual hi ha la columna vertebral de la revolta i (...) encara que també de misericòrdia. | » |
| — Enzo Siciliano, L'Espresso, 10 de maig de 1992. | |   |

## Reconeixements
- 1992 - David di Donatello
  - Candidatura Millor Productor a Giovanni Di Clemente
  - Nominació al Millor guió a Carmine Amoroso amb la participació de Suso Cecchi D'Amico, Mario Monicelli i Piero De Bernardi
- 1993 - Nastro d'argento[5]
  - Millor vestuari a Lina Nerli Taviani
  - Candidatura Millor director a Mario Monicelli
- 1993 - Taormina Film Fest
  - Candidatura Millor pel·lícula a Mario Monicelli